# إنزال النورماندي
كانت عملية الإنزال في نورماندي (بالإنجليزية: Normandy landings) ويُطلق عليها اسم عملية نبتون (بالإنجليزية: Operation Neptune) هي عملية إنزال في يوم الثلاثاء 6 يونيو 1944، الساعة 6:30 بالتوقيت البريطاني الصيفي المزدوج (UTC+2) (وهو ما يسمى اليوم-دي ) أو (ساعة الصفر)، وترمز إلى انتصار الحلفاء عند غزو نورماندي في عملية أوفرلورد خلال الحرب العالمية الثانية. وتعد هذه العملية أكبر عملية غزو بحري في التاريخ، بدأت عملية تحرير مناطق شمال غرب أوروبا التي احتلتها ألمانيا النازية، وقد ساهم هذا في انتصار الحلفاء على الجبهة الغربية.
بدأ التخطيط للعملية في عام 1943، خلال الأشهر التي سبقت الغزو، حيث قام الحلفاء بعملية خداع عسكري كبير، أطلق عليها اسم عملية الحارس الشخصي، كانت هذه العملية لتضليل الألمان من حيث تاريخ ومكان هبوط الحلفاء الرئيسي. وقد كان الطقس في «اليوم-دي» بعيدًا عن المثالية، وكان تأجيل الخطة يعني التأخير لمدة أسبوعين على الأقل، ولكن مخططي الغزو كانوا قد اشترطوا مرحلة من مراحل المد والجزر للقمر، والوقت في اليوم الذي تم تحديده، ما يعني بضعة أيام فقط في كل شهر حيث يعد الطقس مناسبا.
قام هتلر بتعيين الفيلد مارشال الألماني إرفين روميل في قيادة القوات الألمانية الذي قام بتطوير التحصينات على طول الجدار الأطلسي تحسبا لغزو الحلفاء.
وقد جرت إنزالات برمائية سبقها قصف جوي وبحري واسع النطاق وهجوم جوي تمهيداً لهبوط 24،000 جندي أمريكي وبريطاني وكندي من القوات المحمولة جوًا بعد منتصف الليل بقليل.
بدأت قوات مشاة الحلفاء المدرعة فرق عسكرية بالهبوط على ساحل فرنسا في الساعة 06:30. كان الهدف يبعد 50-ميل (80 كـم) تمتد على شواطئ النورماندي، حيث تم تقسيم الساحل إلى خمسة قطاعات وهي: يوتا، أوماها، شاطىء الذهب، شاطىء جونو، و سورد بيتش. وقد هبت رياح قوية شرق المواقع المقررة للإنزال، وخاصة في ولاية يوتا وأوماها.
وتم إنزال الرجال تحت غطاء كثيف من النيران من مرابض المدفعية التي تطل على الشواطئ، وكان الشاطئ ملغمًا ومليئ بالعقبات مثل أوتاد خشبية، وحوامل معدنية، والأسلاك الشائكة، مما جعل عمل فرق تطهير الشاطئ أكثر صعوبة وخطورة. وكانت الخسائر أثقل في أوماها، مع وجود المنحدرات العالية. تم تطهير العديد من المدن المحصنة في شاطىء الذهب، و شاطىء جونو، و سورد بيتش، عن طريق القتال من بيت إلى بيت، وبتعطيل اثنين من المرابض المدفعية الكبرى في منطقة الذهب باستخدام الدبابات المتخصصة.
فشل الحلفاء في تحقيق كل أهدافهم في اليوم الأول. وبقيت كارينتان، سانت لو، و بايو في أيدي الألمان، أما كاين، وهي الهدف الرئيسي، لم تسقط حتى 21 يوليو. تم ربط اثنين من الشواطئ فقط وهما (جونو والذهب) وذلك في اليوم الأول، ولم يتم توصيل كافة الجسور الخمسة حتى 12 يونيو حزيران. ومع ذلك، اكتسبت العملية موطئا للقدم، وقد عمل الحلفاء على توسعته تدريجيا خلال الأشهر التالية. وقد قُدِّرت الخسائر الألمانية في (اليوم-دى) بما يقارب 4,000 آلاف إلى 9,000 من الرجال. أما خسائر الحلفاء فقد قُدِّرت بما يقارب من 10,000 من الرجال على الأقل، وقد تم التأكيد على قتل 4,414 منهم. تستضيف المتاحف والنصب التذكارية، ومقابر الحرب في المنطقة العديد من الزوار كل عام.

## خلفية
في الفترة ما بين 27 مايو و 4 يونيو 1940، ظل أكثر من 338,000 جندي من قوة المشاة البريطانية والجيش الفرنسي، محاصرين على طول الساحل الشمالي لفرنسا، وقد تم اجلائهم في انسحاب دونكيرك.
بعد عملية غزو الاتحاد السوفياتي التي قام بها الألمان في يونيو 1941، بدأ الزعيم السوفياتي جوزيف ستالين بالضغط من أجل إنشاء جبهة ثانية في أوروبا الغربية.
وفي أواخر شهر مايو 1942 أقدم الاتحاد السوفياتي والولايات المتحدة الأمريكية على إعلان مشترك وتم التوصل إلى «... فهم كامل فيما يتعلق بالمهام الملحة لخلق جبهة ثانية في أوروبا في عام 1942.» ومع ذلك، أقنع تشرشل روزفلت لتأجيل الغزو المخطط له، لأنه حتى بمساعدة أمريكية، لم يكن الحلفاء لديهم قوات كافية لمثل هذه الضربة.
وتعد عملية إنزال النورماندي أكبر عملية إبرار في يوم واحد على الإطلاق، وذلك بهبوط 160,000 مقاتل في 6 يونيو 1944. وبمشاركة 195,700 ملاح بحري وتجاري من الحلفاء على متن أكثر من 5,000 سفينة.
تمت عمليات الإنزال بطول 50 ميلاً (80،4 كم) على شريط نورماندي الساحلي ومقسما على خمسة قطاعات: يوتاه، أوماها، جولد، جونو، وسورد.

## معرض صور

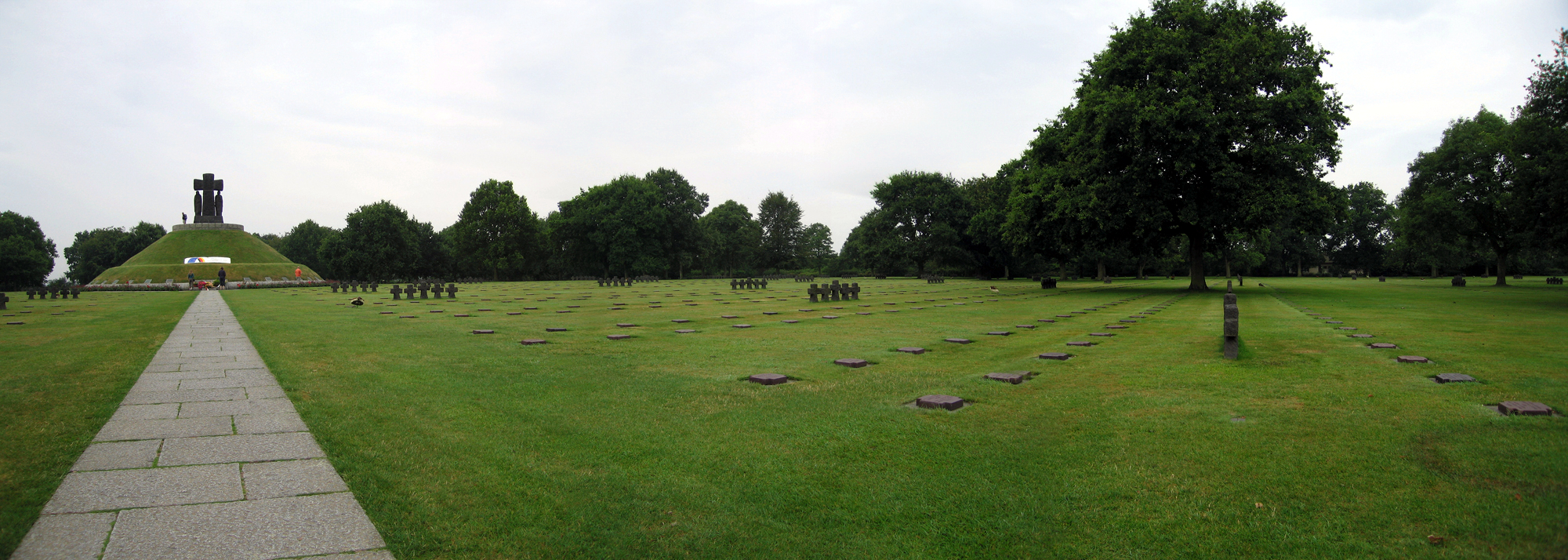
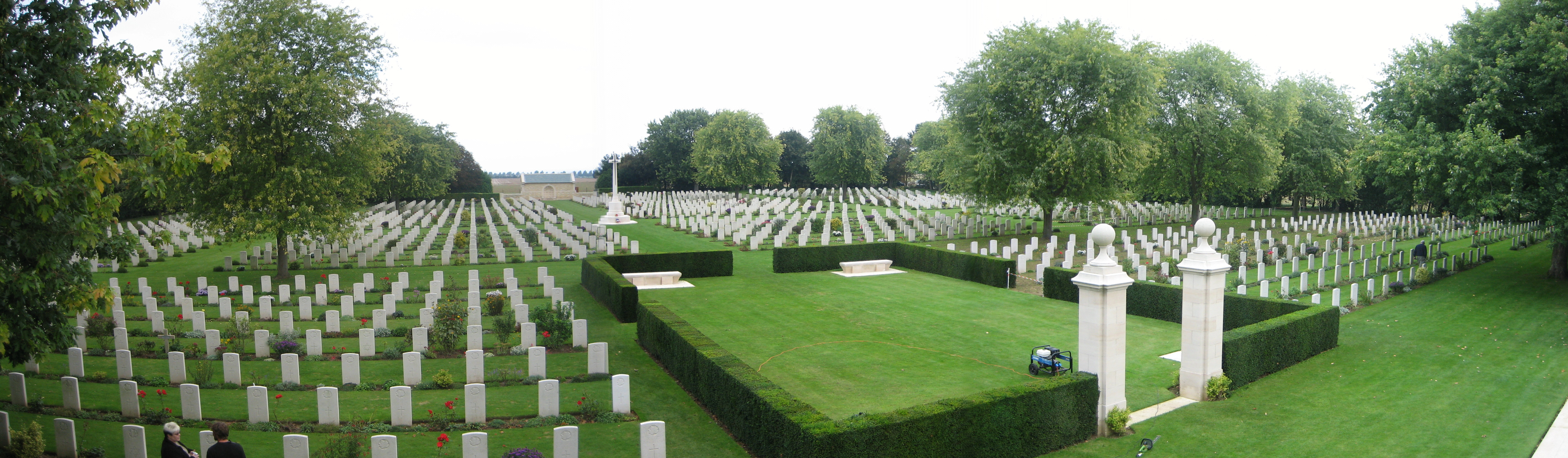
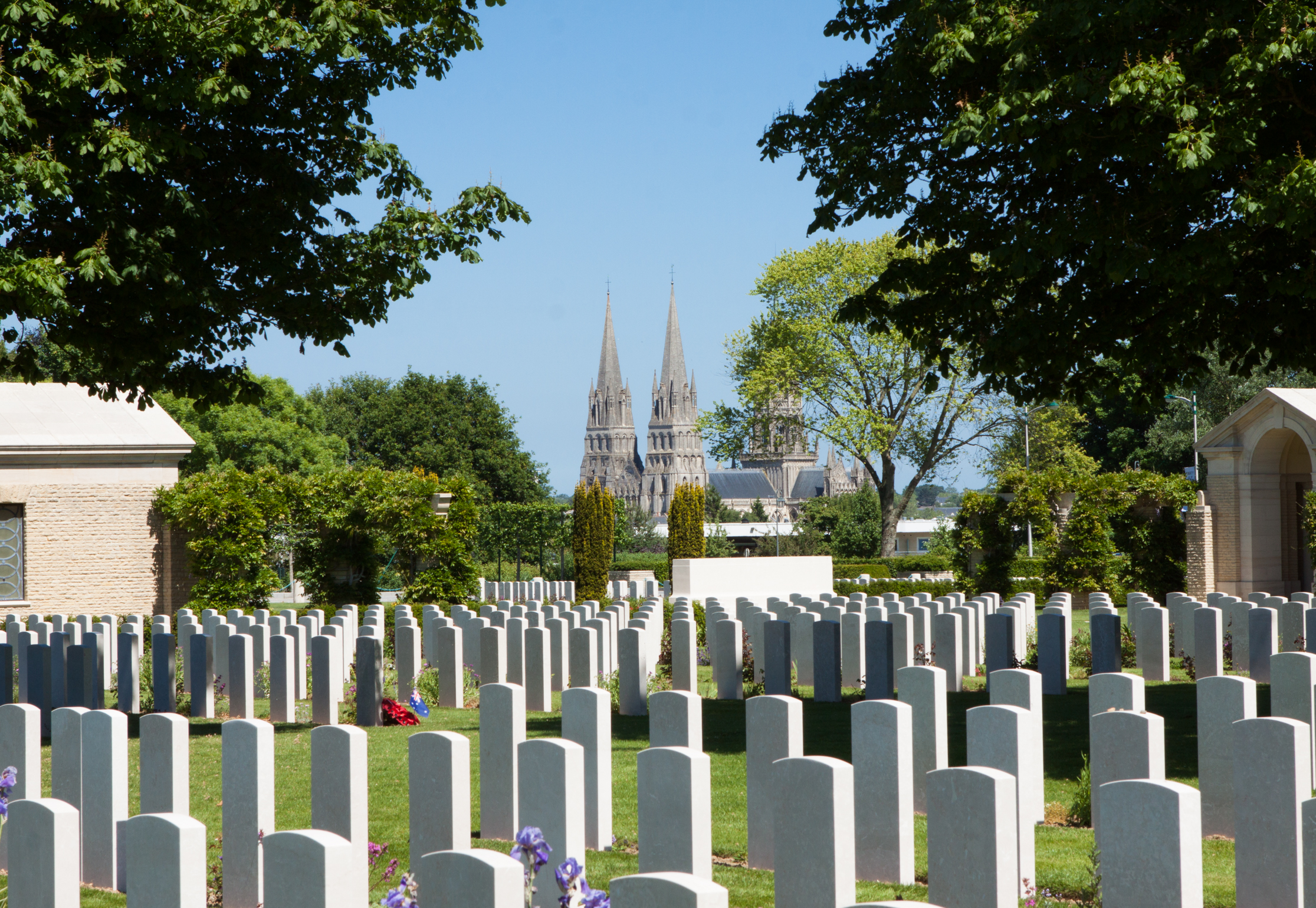
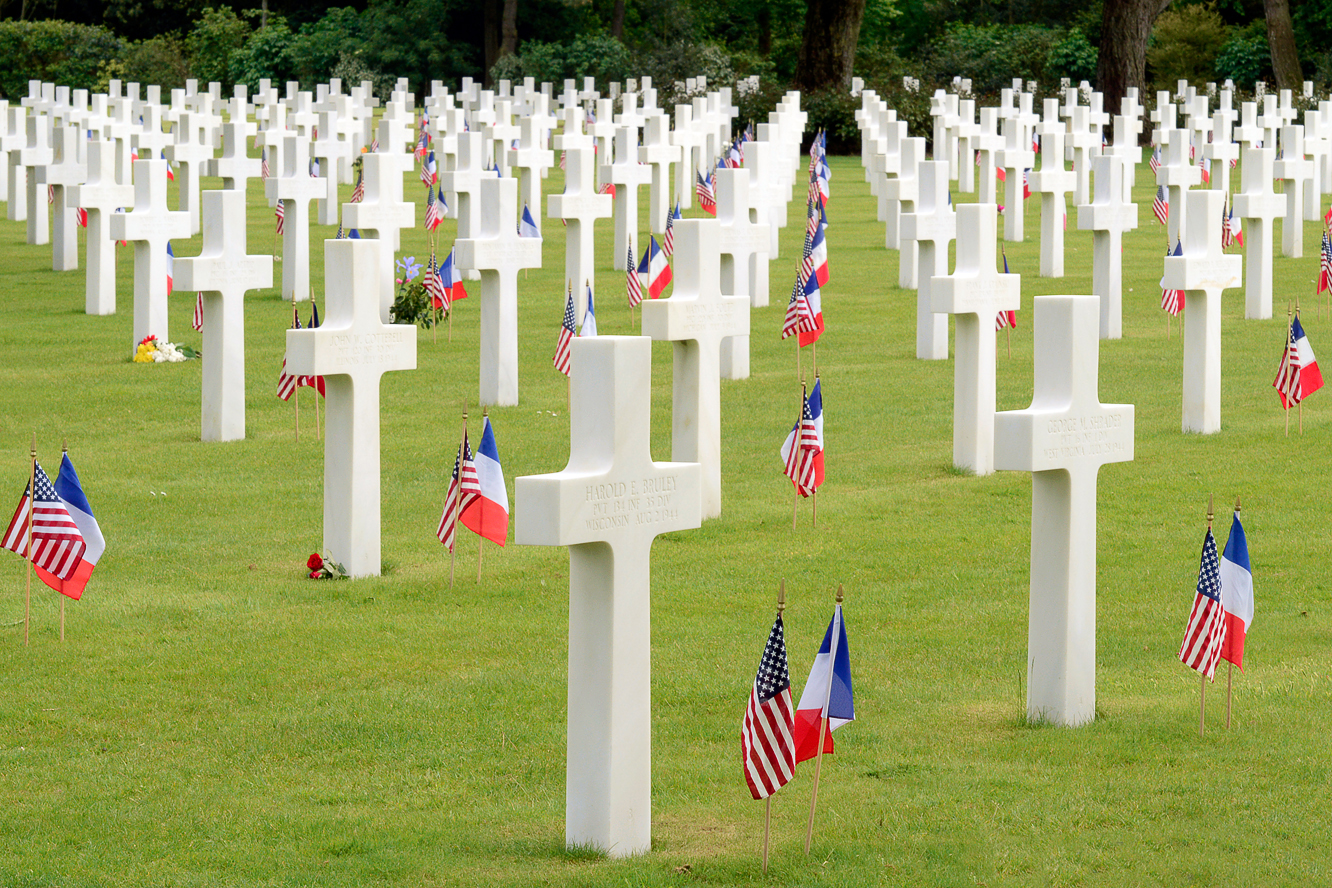